# 43-я Приедорская моторизованная бригада
43-я Приедорская моторизованная бригада (серб. 43. (Четрдесет трећа) приједорска моторизована бригада) — моторизированное подразделение Войска Республики Сербской, входившее в состав 1-го Краинского корпуса.

## История боевого пути

### 1991
Боевой путь бригады начался в конце сентября 1991 года, на славянском фронте наряду с другими подразделениями Баня-Лукского корпуса (позже 1-го Краинского корпуса). Задача бригады состояла в том, чтобы выйти на шоссе Белград — Загреб, в районе Окучани, для обеспечения безопасности на участке шоссе Градишка — Окучани и участка шоссе до Пакраца. Операция была успешно проведена в совместно с 16-й Краинской бригадой прибывшей из Баня-Луки. В начале 1992 года бригада вернулксь в Приедор.

### 1992
30 мая 1992 года хорватско-боснийский отряд под командованием Славко Ечимовича, состоявший из боснийских «Зелёных беретов», вооружённых лиц Хорватского демократического содружества и боснийской Партии демократического действия, атаковал на рассвете Приедор, форсировав реку Сану в нескольких местах. 43-я Приедорская отразила атаку нападавших на Партизанской улице, а к концу дня перебили значительную часть отряда в Старом городе, на Пухарской и Занатской улицах. В этом бою погибли 36 солдат бригады, в том числе командир батальона бронетехники майор Зоран Карлица (ныне его имя носит центральная площадь Приедора).
Летом 1992 года 43-я Приедорская моторизованная бригада участвовала в операции «Коридор», боях за Градачац-Якеш, Вукосавле, Дервенту и Шамац. Утром 24 июня после артиллерийской подготовки танковые подразделения бригады сокрушили линии обороны боснийцев в направлении Локве — Промышленный район Градачаца, и бригада продвинулась ещё на несколько сотен метров от центра Градачаца. Командование 2-го корпуса АРБиГ в Тузле, решив, что на Грачаницу и Тузланский бассейн готовится нападение, отвело часть своих сил к Градачацу, сняв фактически осаду с Добоя. В действительности, это и была цель нападения на Градачац, чтобы заставить боснийцев отойти с позиций и облегчить разгром хорватских бригад к северу от Добоя. Этот манёвр также позволил 1-й бронетанковой и 16-й Краинской моторизованной бригадам пройти по правому побережью реки Босны к Модриче, которую удалось освободить через четыре дня.
Бронепоезд, который осенью 1992 года позволил пройти линии обороны АРБиГ у Градачаца, был собран инженерами 43-й бригады и был очень схож с книнским бронепоездом «Краина экспресс».

### 1993 и 1994
В 1993—1994 годах бригада держала оборону на линии Влашич — Олово — Орашье, вокруг Сараева и Хан-Песака. Участвовала в операциях «Садейство», «Берёза» и «Щит».

### 1995
В 1995 году бригада вернулась в Приедор, где успешно обороняла свой город в последнем бою в рамках операции «Вагань» перед натиском 5-го мусульманского корпуса со стороны Сански-Мост, где мусульманский корпус остановился в ущелье Алишичей в направлении линии обороны Старые реки — Любия. Бригада совместно с 5-й Козарской обороняла проход.

## Организация бригады
В начале войны бригада делилась на следующие подразделения:
- Батальон бронетехники
- Железный батальон
- Танковый батальон
- Штурмовой батальон

Позже состав бригады расширился. В неё входили такие соединения, как:
- Танковая рота «Эль-Маньякос»;
- Штурмовой батальон;
- Рота военной полиции;
- Артиллерийская дивизия;
- Инженерное подразделение;
- Миномётные подразделения;
- Вспомогательные подразделения;
- Разведывательно-диверсионный отряд «Быстрый».

## Техника и вооружение
На вооружение бригады имелись 122 мм и 155 мм гаубицы, а также 130 мм и 152 мм пушки. В танковом батальоне бригады, имелись танки Т-55, Т-72 и M-84. Несколько бронетранспортёров и систем залпового огня, а также грузовики Пинцгауер, ТАМ 110 и ТАМ 150.